# Дегийон, Анн Мари Милан
Анн Мари Милан Дегийон (фр. Marie-Anne Desguillons, 8 мая 1753 — 28 июля 1829) — французская театральная актриса, руководитель Dramatens elevskola в Стокгольме.

## Биография
Анн Мари, урождённая Милан, была французской театральной актрисой. Она дебютировала в театре Гавра в 1773 г., в дальнейшем выступала в Лилле в 1774—1775 гг.
Шведский король Густав III пожелал иметь при своём дворе в Стокгольме французский театр, и в 1871 г. в Швецию прибыла театральная труппа Жака-Мари Буте, образовавшая Французский театр Густава III. Вместе с ней приехала и Анн Мари.
Французский театр начиная с сезона 1783—1784 гг. выступал для шведского королевского двора в Грипсхольме, Дроттнингхольмском придворном театре и Ulriksdals slottsteater, для прочей публики также давал представления зимой в Боллхусете, хотя аудитория обычно состояла из представителей высшей знати, понимавшей по-французски.
Анн Мари была ценным членом труппы Французского театра, а потому пользовалась благосклонностью Густава III. Будучи полноватой, красавицей она отнюдь не считалась, но её ценили за актёрский талант. Она чаще всего играла во французских трагедиях: Меропу, Семирамиду, Афалию, но ей доверяли и комедийные роли, например, Turcaret.
В 1789 г. Анн Мари вышла замуж за своего коллегу Жозефа Дегийона и взяла его фамилию.
После убийства Густава III в 1792 г. французский театр был распущен, однако Дегийоны решили остаться в Швеции. В 1793 г. Анн Мари и Жозеф были назначены директорами актёрской школы Dramatens elevskola, основанной в 1787 г. Однако супруги Дегийон организовали работу этой школы, а также были в ней преподавателями — обучали учеников драме. Учеников обычно зачисляли в школу в возрасте 9-10 лет, и вначале они выступали в детских ролях в небольших пьесах, поставленных в самой школе. Анн Мари курировала девочек, в то время как Жозеф отвечал за мальчиков. Супруги Дегийон были наставниками многих шведских артистов и внесли большой вклад в развитие шведского театра.
Анн Мари ушла с поста руководителя Dramatens elevskola в 1798 г. В 1803 г. король Густав IV Адольф пригласил в Стокгольм французскую театральную труппу, и супруги Дегийоны были назначены ответственными за пребывание труппы в Швеции вплоть до 1806 г. Пост директора Dramatens elevskola перешёл к Софии Ловисе Гро.